# حب (فلم)
حب هو فيلم مصري عرض عام 1948، بطولة محسن سرحان وحسيبة رشدي وفريد شوقي، تأليف وإخراج عبد العزيز حسين.

## قصة الفيلم
تدور أحداث الفيلم حول موظف في بنك، يقع في حب مغنية ولكن مدير البنك يعترض على زواجهما فهو يرغب في زواج ابنته من هذا الموظف. فيحاول أن يغري المغنية بالمال لتبتعد عن حبيبها، وفي الوقت نفسه يجعل من الموظف أسيرًا لابنته بما يغدق عليه من عطف.

## طاقم التمثيل
- محسن سرحان
- فؤاد الرشيدي
- حسيبة رشدي
- فريد شوقي
- سميحة أيوب

## فريق العمل
- إخراج: عبد العزيز حسين
- تأليف: عبد العزيز حسين